# 深圳招商局广场
深圳招商局广场是位于广东深圳南山区蛇口工业区的一处摩天大楼。